# Odón Elorza
Odón Elorza González (San Sebastián, 31 de mayo de 1955) es un político español del Partido Socialista de Euskadi (PSE-EE/PSOE). Desde diciembre de 2011 diputado en las Cortes Generales por Guipúzcoa, anunció la renuncia a su escaño el 30 de enero de 2023. Fue alcalde de San Sebastián por esa formación entre 1991 y 2011. 

## Concejal y parlamentario
Licenciado en Derecho, fue elegido por primera vez concejal por el PSE-PSOE en San Sebastián en las elecciones municipales de 1979, cargo que ha ocupado ininterrumpidamente desde entonces y que ha combinado con el de portavoz del Grupo Socialista del ayuntamiento donostiarra. Fue parlamentario en el Parlamento Vasco desde 1984 hasta 1991, especializándose en las áreas de Vivienda, Infraestructuras y Medios de Comunicación. Dimitió de dicho cargo para dedicarse exclusivamente a las tareas municipales.

## Alcalde de San Sebastián
En 1991 Odón Elorza se convirtió en el primer alcalde socialista de San Sebastián, mediante un pacto postelectoral, a pesar de que el PSOE quedó como tercera fuerza política en aquellas elecciones tras Eusko Alkartasuna y Herri Batasuna. Se mantuvo en la alcaldía mediante pactos con otras fuerzas políticas hasta las elecciones municipales de 2011 el PSE-EE queda en segundo lugar con 19.666 votos y 7 concejales tras la coalición EA-Alternatiba que obtuvo 21.110 votos y 8 concejales lo que hace que Elorza pierda la alcaldía. La negativa del Partido Popular y del Partido Nacionalista Vasco a apoyar al PSE en caso de que Elorza fuese el candidato propició su retirada del ayuntamiento donostiarra. Ernesto Gasco fue el elegido para sustituir a Odón Elorza y recibió el apoyo del PP  mientras que el PNV votó a su propio candidato, lo que propició que la coalición EA-Alternatiba, próxima a Bildu,  se hiciera con la alcaldía.
Odón Elorza, en sus años al frente de la alcaldía, impulsó una modernización general de la ciudad, apostando de manera firme por el Palacio de Congresos y Auditorio Kursaal diseñado por Rafael Moneo, por la peatonalización de múltiples calles y plazas del Área Romántica de San Sebastián así como por la implantación de Casas de Cultura (centros culturales) en cada barrio y la modernización del transporte público. Durante su período de gobierno respaldó los festivales de Jazz, Cine y Quincena Musical de la ciudad, dotándolos de la suficiente financiación y poniéndolos en valor en la oferta turística general de la ciudad, otro de los aspectos que potenció. Sus partidarios opinan, asimismo, que su impulso modernizador fue esencial para el desarrollo y progreso de San Sebastián. Sus críticos, en cambio, le achacan el apoyo a una cultura de base pero sin mayores expectativas (cesión del Conservatorio Superior, crisis del Museo de San Telmo).

## Diputado por Guipúzcoa
Desde finales de 2011 es diputado por Guipúzcoa en la cámara baja de España, tras obtener el escaño en las elecciones generales de 2011, en las que se presentó como cabeza de lista del PSE-EE para dicha provincia.
Odón Elorza fue uno de los quince diputados socialistas que votaron 'no' en la segunda sesión de investidura de Mariano Rajoy para la decimosegunda legislatura del gobierno de España el 29 de octubre de 2016.
El 30 de enero de 2023 informó a través de una carta a sus compañeros y compañeras del Congreso publicada en su blog la renuncia al cargo de diputado señalando: “he constatado que mis aportaciones e iniciativas parlamentarias, como portavoz de Constitucional, ya no resultan útiles desde hace un tiempo al Grupo Socialista”.

## Premios
En noviembre de 2011 fue galardonado con el Premio Nicolás Salmerón de Derechos Humanos en su categoría nacional individual.